# Sara Lance
Sara Lance, également connue sous le nom de Canary, puis White Canary, est un personnage de fiction de la franchise Arrowverse de The CW, introduite pour la première fois dans l'épisode pilote de 2012 de la série télévisée Arrow, et plus tard dans Legends of Tomorrow . C'est un personnage original de la série télévisée, créé par Greg Berlanti, Marc Guggenheim et Andrew Kreisberg, mais il incorpore des éléments de caractère et d'intrigue du personnage de DC Comics, Black Canary. Sara Lance a été interprétée par Jacqueline MacInnes Wood dans l'épisode pilote. Le rôle est ensuite attribué à Caity Lotz lorsque Sara Lance devient un personnage principal dans la série Arrow.
Sara Lance porte initialement le surnom de Canari (The Canary en anglais), une traduction de son nom arabe de la Ligue des Assassins الطائر الصافر (Ta-er al-Sahfer). Elle adopte plus tard le nom de code de White Canary, sous les conseils de sa sœur Laurel, avant de rejoindre les Legends of Tomorrow, et finalement de devenir la capitaine de l'équipe.
Caity Lotz apparaît en tant que Sara Lance dans des cross-overs avec les séries The Flash, Supergirl et Batwoman, toutes faisant partie de l'Arrowverse. Le personnage est également apparu dans une série de bandes dessinées numériques.

## Apparitions

### Arrow
Sara Lance apparaît pour la première fois dans l'épisode pilote d’Arrow en tant que sœur cadette de Laurel Lance dans un flashback remontant à 5 ans. Il est montré qu'avant de disparaître en mer, elle avait une liaison secrète avec le petit ami de sa sœur, Oliver Queen, et était avec lui sur son yacht familial lorsqu'il a fait naufrage. Tous les passagers étaient présumés morts, mais des flashbacks de la saison deux révèlent que, tout comme Oliver, Sara a survécu au naufrage. Elle a été secourue par Iyvo, un scientifique, à bord d'un bateau de recherche, l'Amazo. Quand Oliver a été capturé par l'équipage du navire, Sara l'a aidé à s'en échapper. Ensemble, avec un ami qu'Oliver à rencontré sur l'île de Lian Yu, Slade Wilson, ils ont attaqué le navire.
Iyvo oblige Oliver à choisir qui doit vivre ou mourir de Sara et Shado, la petite amie d'Oliver sur l'île, qui est enceinte. Il choisit finalement de sauver Sara, provoquant ainsi la fureur de Slade, amoureux de Shado. Slade trahit Oliver et reprend le navire. Oliver et Sara reviennent sur le bateau pour libérer les prisonniers et avoir un moyen de quitter l'île. Mais Oliver est capturé par Slade et Sara est de nouveau emportée par le courant quand le bateau fait naufrage. C'est la raison qui pousse Oliver à croire que Sara est morte, une fois de plus.
Cependant, Sara a été retrouvée par Nyssa al Ghul, qui l'a emmenée à Nanda Parbat, l'endroit où se situe la Ligue des Assassins. Sara y apprendra à se battre, devenant une tueuse pour le compte de l'organisation, sous le nom de Ta-er al-Sahfer (qu'on peut traduire par « Canari »). Sara entretiendra une liaison avec Nyssa.
Dans la deuxième saison, Sara revient à Starling City après une absence de six ans en tant que justicière qui défend les femmes, pour protéger sa famille. Conformément à une promesse, elle se lie également d'amitié avec l'adolescente Sin et veille sur elle. Oliver parvient à capturer et à démasquer la justicière, révélant que Sara est vivante. Elle informe finalement son père, le détective du SCPD Quentin Lance, et s'occupe de lui, ainsi que de Laurel, en secret. Celle-ci finira par découvrir qu'elle est vivante et qu'elle est une justicière. C'est Laurel qui suggère à Sara de prendre le nom de Canari. Sara rejoint la Team Arrow (composée d'Oliver Queen, Felicity Smoak, John Diggle et Roy Harper). Elle entretient une brève relation avec Oliver. Pour venir à bout de Slade Wilson, dopé au Miracuru, elle fait appel à la Ligue des Assassins, qui vient l'aider avec Nyssa à sa tête. Une fois Slade battu, elle rejoint la Ligue, comme convenu avec Nyssa.
Lors de la saison trois, Sara est assassinée sur un toit de trois flèches dans la poitrine. Quelque temps plus tard, une vidéo prouve que Thea Queen, la sœur d'Oliver, a tué Sara. Thea était droguée par son père Malcolm Merlyn / Dark Archer dans le cadre d'un complot visant à opposer Oliver à Ra's al Ghul. Pendant ce temps, Laurel prend le relais de Sara pour lutter contre le crime et devient Black Canary.
Dans la quatrième saison, Laurel ressuscite Sara en utilisant le mystique Puits de Lazare, qui appartient à la Ligue des Assassins. Le processus réussit, Sara est en vie, mais son âme, elle, ne l'est pas. Elle devient sauvage et dangereuse. Oliver appelle son vieil ami John Constantine pour les aider à récupérer l'âme de Sara. Quelques jours plus tard, Sara aide à sauver Ray Palmer/The Atom des mains de Damien Darhk, avant de quitter la ville pour rejoindre les Légendes, sous le commandement de Rip Hunter, un Maître du Temps, aux côtés de Ray Palmer. Pendant qu'elle parcourt le temps, Laurel est tuée par Darhk. Sara apprend la nouvelle par son père, lorsqu'elle revient en ville brièvement à la fin de la première saison de Legends of Tomorrow.
Sara, Ray, Mick, Jeff et le professeur Stein reviennent à leur époque, en 2016, lorsque Barry Allen/The Flash et son équipe la contactent (c'est le cross-over de la saison cinq Invasion !). Les Légendes, la Team Flash, la Team Arrow et Supergirl doivent faire face à une invasion d'extraterrestre connue sous le nom de Dominators. Après que Barry soit nommé à la tête du groupe, ils s'entraînent tous contre Kara pour s'entraîner à combattre des extraterrestres et sont vaincus à plusieurs reprises.
Lorsque Barry est forcé de révéler qu'il était remonté dans le temps pour sauver sa mère, puis a tenté de remettre les choses à leur place, il a changé la vie de certains membres du groupe. Sara n'accepte pas la nouvelle, elle qui a réussi à ne pas céder à ses envies de vengeance, car tuer Damien Dark aurait trop de conséquences sur le temps. Seul Oliver prend le parti de Barry. Tout le monde, à l'exception des deux hommes, va affronter les Dominators. Les extraterrestres usent d'un dispositif pour prendre le contrôle du groupe, obligeant Oliver et Barry à affronter leurs camarades.
Barry réussit à les libérer en détruisant le dispositif. Mais à peine le groupe réunifié, cinq d'entre eux (Sara, Oliver, Ray, Thea et Diggle) sont enlevés par les Dominators et placés dans des modules qui les placent dans un monde de rêve partagé.
Dans cet univers alternatif, Sara, Oliver et le père de celui-ci, n'ont jamais embarqué sur le Queen's Gambit et tous les amis décédés d'Oliver, y compris Laurel, sont toujours en vie. Dans ce rêve, Oliver et Laurel sont fiancés, et tandis que Sara aide Laurel à se préparer pour leur mariage, elle commence à avoir des flashs de mémoire de sa vie réelle. Oliver et Diggle sont attaqués par une manifestation de Deathstroke. Sara vient à leur secours. Ils réalisent alors que les flash qu'ils ont sont en réalité des souvenirs de leur vraie vie. Expliquant la situation à Thea et Ray, ils tentent de partir, mais sont obligés de combattre les manifestations de Malcolm, Slade, Darhk et leurs mercenaires. Une fois les manifestations vaincues, Sara et Oliver partagent un adieu déchirant avec Laurel. Ils se réveillent sur le vaisseau Dominator, qui est dans l'espace. Ils arrivent à s'échapper du vaisseau. Pris en chasse par de nombreux Dominators, ils sont secourus par le Waverider, le vaisseau temporel des Légendes, avec, à son bord, les deux nouveaux membres de l'équipe : Amaya Jiwey (une porteuse de totem qui peut invoquer les esprits des animaux) et Nate Heywood/Steel (un historien qui a le pouvoir de transformer sa peau en un alliage très résistant). L'équipe de nouveau au complet, ils concluent que le monde des rêves était une distraction destinée à les occuper pendant que les Dominators sondaient leur esprit à la recherche d'informations sur les métahumains (c'est-à-dire les humains dotés de pouvoirs).
Alors qu'une partie des Légendes — avec Felicity et Cisco Ramon — se dirige vers le passé et tente d'enlever un dominateur, Sara, Barry, Oliver et Ray affrontent un groupe d'agents des services secrets qui tentent de les tuer. Ils battent les agents, dont le chef les informe que les Dominators recherchent des métahumains car ils savent que Barry a changé la chronologie. Les Dominators les perçoivent désormais comme une menace. Barry tente de se rendre aux Dominators en échange de leur départ de la Terre, mais Sara et le reste des héros le persuadent de ne pas le faire. Sara prend les commandes du Waverider avec Cisco pour tenter d'intercepter la métabombe des Dominators, tandis que Jefferson Jackson / Firestorm la transforme en eau inoffensive. Au sol, le reste de l'équipe utilise un dispositif pour forcer les Dominators à fuir. Sara et les autres héros sont honorés par la nouvelle présidente et célèbrent leur victoire. Sara et les Légendes reprennent leur mission, protéger le temps.
Sara revient brièvement dans la saison six lorsqu'elle reçoit un appel du sosie de sa sœur, la criminelle récemment réformée de Earth-2 Laurel Lance / Black Siren, qui l'informe que Quentin a été grièvement blessé lors de la bataille contre Ricardo Diaz et qu'il est à l'hôpital. Sara arrive et rencontre le sosie de sa sœur décédée, qui a développé une véritable relation père-fille avec Quentin. La Laurel de Terre-2 l'informe que les médecins sont optimistes sur le fait que Quentin s'en sortira. Alors que Sara attend des nouvelles, avec la Team Arrow, le médecin les informe que Quentin est décédé, laissant Sara, Laurel, Oliver et le reste de l'équipe Arrow dévastés. Plus tard, alors qu'Oliver (sous la direction du FBI) annonce au monde à la télévision en direct qu'il est Green Arrow, avant d'être emmené en prison, Sara et Laurel pleurent ensemble sur le corps de Quentin.

### Legends of Tomorrow
Dans la série dérivée ''Legends of Tomorrow, Sara est recrutée par Rip Hunter dans une équipe de rebuts pour voyager dans le temps. Leur but est de vaincre l'immortel Vandal Savage. Avant son départ, Laurel donne à Sara le nom et la tenue de White Canary pour signifier son nouveau départ.
Au cours de la première saison, Sara poursuit sa bataille contre la soif de sang et déclenche les événements qui mèneront Nyssa à venir la sauver lors de son deuxième naufrage. Dans plusieurs époques qu'elle visite, Sara aura des liaisons avec plusieurs femmes. Au fur et à mesure de la saison, Leonard Snart semble apprécier la jeune femme. Ils se lient d'amitié grâce à leur passé similaire (anciens tueurs) et de leur désir de se racheter. Bien que Sara tarde à lui rendre ses sentiments, Snart admet finalement son amour pour elle vers la fin de la saison, et les deux partagent un baiser juste avant que Snart ne se sacrifie pour l'équipe. Sara pleure la mort de Snart et admet qu'il est mort en héros. Les Legends reviennent en 2016 quelques mois après leur départ et Sara est dévastée d'apprendre le meurtre de Laurel. Sara souhaite repartir sur le Waverider pour changer le passé et sauver sa sœur. Mais Rip lui annonce qu'elle risque de provoquer sa propre mort ainsi que celle de son père.
Dans la deuxième saison, Sara devient capitaine du vaisseau temporel Waverider et ainsi chef des Légendes, à la suite de la disparition de Rip. Elle chasse l'assassin de sa sœur, Damien Darhk, à travers l'histoire, avant de finalement accepter le fait qu'elle ne peut ramener Laurel. Lors du cross-over Invasion!, Sara et les Légendes reviennent en 2016 pour aider Team Arrow, Team Flash et Supergirl de Earth-38 à repousser l'invasion extraterrestre des Dominators. Au cours de la saison, Sara sera tuée par Rip Hunter. Déclarée morte par Jeff, Gideon arrivera finalement à la ressusciter in extremis. Dans l'épisode final de la deuxième saison, Sara utilise la lance du destin, ou Sainte Lance, pour sauver la réalité de la Legion of Doom. Alors qu'elle est tentée de réécrire sa propre histoire tragique, la lance réunit brièvement Sara avec une projection de Laurel. Celle-ci encourage Sara à faire ce qui est juste et à faire la paix avec sa mort. Sara choisit alors de retirer à la lance tout son pouvoir, déjouant les plans d'Eobard Thawne/Reverse Flash et lui permettant d'être tué par le Black Flash, qui l'a pourchassé tout au long de la saison.
Dans la troisième saison de Legends, Sara continue de diriger l'équipe du Waverider alors qu'elle traque et répare les anachronismes au fil du temps, travaillant dans un partenariat antagoniste avec la nouvelle organisation bureaucratique de Rip Hunter, le Bureau temporel (Time Bureau en version originale). Dans le cross-over en quatre parties Crisis on Earth-X, Sara se rend en 2017 pour assister au mariage de Barry Allen et Iris West, où elle a une aventure d'un soir avec la sœur adoptive de Supergirl, Alex Danvers. Les héros rassemblés travaillent ensemble pour repousser une armée d'invasion nazie du monde alternatif de Earth-X.
De retour sur le Waverider, Sara reprend sa chasse aux anachronismes avec son équipe. Les Légendes ont régulièrement affaire avec le Bureau temporel et notamment l'agent Ava Sharpe. Sara et Ava ont une relation ambiguë, et il semble évident aux Légendes que Sara est sous le charme d'Ava. Pourtant, elle aura une relation d'un soir avec John Constantine. Peu de temps après, Ava et Sara vont finalement à un rendez-vous dans un restaurant. Interrompues à plusieurs reprises, la soirée est coupée court. Cependant, les deux femmes se retrouvent pour échanger leur premier baiser, qui se transforme en première nuit ensemble. Leur relation dure plusieurs semaines, mais Sara y met fin après avoir été temporairement possédée par Mallus, persuadée d'être un danger pour Ava. Malgré ce revers, elles se remettent rapidement ensemble. À la fin de la saison, le couple file le parfait amour.
La quatrième saison de Legends est basée sur la chasse des « Fugitifs », des créatures magiques échappées de l'enfer, à travers le temps. Lorsqu'elle n'est pas en mission sur le Waverider, Sara passe du temps dans son époque, en compagnie d'Ava, avec qui elle a emménagé. L'équipe des Légendes accueille un nouveau membre : Zari Tomaz, une hackeuse qui veut sauver son frère. En cherchant à modifier le passé, elle va créer des univers alternatifs. Dans l'un d'eux, Sara a été assassinée par une licorne. Les choses reprendront finalement leur place, et Sara reste la capitaine des Légendes.
Dans la saison cinq, à la suite de la destitution du Bureau temporel par une commission américaine, Ava rejoint le Waverider. Nouvelle co-capitaine, elle aide les Légendes à traquer les  « Encores », des criminels revenus de l'enfer à différents points de la chronologie. Les Légendes devront affronter les Parques. Lors d'un combat entre Sara et l'une d'elles, la Capitaine perdra la vue. En contre-partie, elle obtient un don : voir l'avenir, et notamment comment les membres de son équipe vont mourir. Sa dernière vision est sa propre mort dans un bar. Les Légendes ne pourront pas éviter que la vision de Sara se réalise. Elle se sacrifie, avec plusieurs membres de son équipe, pour laisser suffisamment de temps à Charlie de modifier leur destin grâce au Métier à Tisser du Destin. Charlie va ramener Sara à la vie, de même que le reste des Légendes, en faisant d'eux des personnages de séries. Ils arrivent à se libérer et à vaincre les Moires.
Pour célébrer leur victoire, les Légendes au complet se rendent à un concert de rock. En quittant les lieux, Sara est enlevée par des extraterrestres sans que son équipe ne la voit partir.
Dans la saison six, Sara est retenue dans un vaisseau, puis sur une planète inconnu. Elle est la prisonnière de Bishop, un scientifique du XXIIe siècle et créateur d'Ava, qui souhaite récupérer l'ADN de Sara pour améliorer la race humaine.
Après avoir été mortellement empoisonnée par un extraterrestre, Sara est clonée par Bishop. Son clone est basé sur un mélange de l'ADN de Sara et de celui d'un extraterrestre, conférant à Sara des capacités de régénération. Horrifiée par ce que Bishop lui a fait et ne sachant plus qui elle est, Sara veut retrouver son corps normal, en recréant un clone à partir de son ADN uniquement, mais le temps lui manque. Elle rejoint les Légendes et essaie de reprendre le cours de sa vie avec Ava. Elle la demande en mariage. Ava, qui connaissait les intentions de Sara depuis son enlèvement grâce à une vidéo, accepte de devenir sa femme. Le mariage a finalement lieu en 1925, juste avant que Bishop ne lance une invasion extraterrestre. L'équipe arrivera à les vaincre, mais avant de pouvoir rejoindre le  Waverider, celui-ci est détruit par un second  Waverider, obligeant les Légendes à rester en 1925.
La saison 7 est la continuité directe de la fin de la saison 6. Sara et les Légendes sont bloqués en 1925 et vont devoir trouver un moyen de rejoindre 2021.
Au cours de la saison, ils apprennent que le second  Waverider était dirigé par Bishop et une version maléfique de Gideon. Persuadée que les Légendes sont vouées à échouer dans leur mission pour sauver le temps, cette Gideon va créer des versions robotiques des Légendes afin de les contrôler et de leur enlever tout esprit de décision. La mission de ces robots est d'éliminer les vraies Légendes afin de protéger le temps. La seule option pour les Légendes est de partir à la recherche de Gwyn Davies, l'inventeur du voyage dans le temps, en 1925. Au cours de la saison, Ava et Sara décident d'avoir un enfant. Ava est supposée porter le bébé issu de Sara et d'un donneur. Cependant, du fait de son ADN d'extraterrestre, Sara tombe enceinte (l'extraterrestre avec lequel son ADN a été mêlé n'a besoin que d'embrasser un ou une partenaire en souhaitant concevoir un enfant pour tomber enceinte).
Lorsque les Légendes arrivent à récupérer le  Waverider et à entrer chez eux, l'équipe est arrêtée pour avoir enfreint les règles du voyage temporel.

## Création et développement
En mars 2012, l'actrice Jacqueline MacInnes Wood est choisie pour interpréter Sara Lance. En juillet 2013, la production a annoncé avoir choisi Caity Lotz, une actrice qui a également une formation en arts martiaux, pour jouer la justicière Black Canary dans la série Arrow. Au cours du même mois, il a été révélé que son personnage était Sara Lance, qui avait survécu au naufrage du Queen's Gambit,.
Selon le producteur de la série Arrow, Andrew Kreisberg, le personnage de Sara devait avoir pour alter-égo Ravager. Cependant, ils ont pris la décision d'attribuer le rôle au personnage de Summer Glau, Isabel Rochev. Sara devenant alors Canari.
Après la mort de Sara Lance lors de la troisième saison de la série, il a été annoncé en février 2015 que Caity Lotz intégrera le casting principal de la série dérivé Legends of Tomorrow . Ce n'est qu'en mai de la même année que la production révèle qu'elle reprendra son rôle de Sara Lance / White Canary au lieu d'un nouveau personnage.
Le personnage de Sara Lance est connu pour être un (ancien) ninja assassin, maîtrisant plusieurs arts martiaux, dont le maniement des armes blanches (épée, arc, etc.) et des techniques de combat au corps-à-corps. Mais en juillet 2019, la production révèle que le personnage joué par Caity Lotz développerait un super-pouvoir au cours de la cinquième saison de Legends of Tomorrow, révélé plus tard être la précognition.

## Autres versions
- Une version alternative de Sara est mentionnée sur Terre-X où les Nazis ont remporté la Seconde Guerre mondiale et continuent à conquérir le reste de leur monde. Comme son homologue de Terre-1, elle était bisexuelle. Quand son père, un SS Sturmbannführer, l'a découvert, il l'a tuée[11].
- Dans l'épisode 1 de la saison 8 d'Arrow, il est mentionné que la Laurel Lance de Terre-2 a une sœur[12]. Ni la série, ni les producteurs n'ont révélé s'il s'agit du sosie de Sara, bien que Laurel mentionne dans l'épisode 9 de la saison 8 que, comme Sara, elle a eu une relation sexuelle avec Oliver de Earth-2[13].
- Dans le cross-over Crisis on Infinite Earths, sur Terre-16 (un monde comme Terre-1, mais sans éléments fantastiques), Oliver Queen est devenu Green Arrow, mais Sara Lance est en fait morte sur le Queen's Gambit et n'est donc jamais devenue White Canari[14].
- Lors de l'événement Armageddon, il est mentionné que Sara (et d'autres légendes, dont Ray et Nate) a été assassinée par Damien Darhk et une version Reverse-Flash de Barry Allen dans la chronologie Reverse-Flashpoint créée par Eobard Thawne.

## Accueil
La révélation, dans l'épisode 13 de la saison deux, que Sara est bisexuelle, et qu'elle a eu une relation avec Nyssa al Ghul, a été accueillie positivement par les critiques car cela a fait de Sara Lance le premier personnage de Marvel ou DC à être ouvertement bisexuel dans les films et les séries,. Jesse Schedeen d'IGN a fait l'éloge de la relation entre Sara et le personnage de Wentworth Miller, Leonard Snart, ainsi que de l'alchimie entre Caity Lotz et Wentworth Miller, qualifiant leur « faible tension romantique qui existait entre [eux] depuis le premier épisode » contenant plus de poids que beaucoup d'autres relations dans la série.

## Dans d'autres médias
- Sara Lance figure également dans le roman lié Arrow: Fatal Legacies qui est sorti en janvier 2018. Le roman se concentre sur les événements entre la finale de la cinquième saison et la première de la sixième saison d' Arrow [18] (c'est-à-dire entre le moment où Oliver est obligé de retourné sur Lian Yu pour sauver son fils, avec son équipe, et son retour à Starling City, quelques mois plus tard, avec un nouveau rôle à assumer : être le père de William); Il est co-écrit par le producteur exécutif d'Arrow Marc Guggenheim et l'auteur James R. Tuck[19].
- White Canary est un personnage jouable dans l'édition exclusive mobile d'Injustice 2, avec sa tenue blanche de Legends of Tomorrow disponible comme skin alternatif pour Black Canary[20].